# Cinecittà Luce
Pour les articles homonymes, voir Cinecittà (homonymie).
Cinecittà Luce S.p.A. est une Société par actions née en 2009 de la fusion de l’Istituto Luce et de Cinecittà Holding, dont le seul actionnaire est le Ministère (italien) de l'Économie et des Finances.

## Activité
La société a pour mission le soutien du cinéma italien, avec une attention particulière pour les jeunes réalisateurs. Elle détient une partie des actions des studios de Cinecittà.

## Archives historiques
Les archives historiques de Cinecittà Luce sont un héritage de l'Istituto Luce. Il met à disposition de tous et gratuitement sa collection de films sur internet.